# Max Groll
Max Groll (* 15. März 1876 in Eilenburg; † 3. November 1916 in Berlin) war ein deutscher Geograph und Kartograf.

## Leben
Max Groll besuchte die Realschule in Leipzig-Reudnitz und absolvierte anschließend von 1892 bis 1896 eine Ausbildung zum Entwurfskartographen bei der Geographischen Anstalt Wagner & Debes in Leipzig. In der Zeit von 1896 bis 1898 war er Mitarbeiter an der russischen Ausgabe vom großen Handatlas Ernst Debes im Verlag Adolf Fyodorovich Marks in Sankt Petersburg. Von 1899 an war Groll in der Schweiz bei Kümmerly+Frey in Bern tätig, wobei er in Bern zugleich ein Universitätsstudium aufnahm, das er an der Universität Wien und der Friedrich-Wilhelms-Universität zu Berlin fortsetzte. Nachdem Ferdinand von Richthofen ihn 1902 an das Institut und Museum für Meereskunde in die Geographisch-naturwissenschaftliche Abteilung als Kartograf geholt hatte, übernahm er ab 1903 auch Lehraufgaben und wirkte nach seiner Promotion 1904 in Bern später ab 1907 auch als Lektor für Kartographie an der Friedrich-Wilhelms-Universität zu Berlin, was heute als entscheidender Meilenstein für den Beginn der modernen kartographischen Universitätslehre angesehen wird.

## Schriften
- Der Oeschinensee im Berner Oberland. Dissertation, Haller’sche Buchdruckerei, Bern 1904
- Der Oeschinensee. Jahresbericht der Berner Geographischen Gesellschaft, 19, Bern 1904 (Digitalisat)
- mit Eugen Gelcich, Friedrich Sauter und Paul Dinse: Kartenkunde geschichtlich dargestellt, 3. Auflage, Göschen, Leipzig 1909 (Digitalisat)
- Kartenkunde. I. Die Projektionen, Göschen, Berlin und Leipzig 1912 (Digitalisat)
- Kartenkunde. II. Der Karteninhalt, Göschen, Berlin und Leipzig 1912 (Digitalisat)